# Radomir Đalović
Radomir Đalović (cyr.: Радомир Ђаловић, ur. 29 października 1982 w Bijelo Polje) – serbsko-czarnogórski piłkarz występujący na pozycji napastnika. Były reprezentant reprezentacji Czarnogóry.

## Życiorys

### Kariera klubowa
Występował w takich klubach jak: FK Jedinstvo Bijelo Polje z Prva liga Srbije i Crne Gore (1999–2000), FK Crvena zvezda (2000–2001), FK Železnik Belgrad (2001–2002), chorwackim NK Zagreb z Prva hrvatska nogometna liga (2002–2005), niemieckim Arminia Bielefeld z Bundesligi (2005–2006), tureckim Kayseri Erciyesspor z Süper Lig (2006–2007), HNK Rijeka (2007–2008 i 2009–2010), rumuńskim Rapid Bukareszt z Liga I (2008–2009), rosyjskim Amkar Perm z Priemjer-Liga (2011–2012), irańskim Sepahan Isfahan z Iran Pro League (2012–2013), chińskim Shanghai Shenxin z Chinese Super League (2014), tajlandzkim BEC Tero Sasana z Thai League 1 (2014), Bangkok F.C. z Thai League 2 (2015–2016), FK Budućnost Podgorica z Prva crnogorska fudbalska liga (2016–2017), Rudar Pljevlja (2017–2019) i OFK Titograd Podgorica (2019–2020).

### Kariera reprezentacyjna
W seniorskiej reprezentacji Czarnogóry zadebiutował 17 października 2007 na stadionie A. Le Coq Arena (Tallinn, Estonia) w wygranym 1:0 meczu towarzyskim przeciwko reprezentacji Estonii.

## Sukcesy

### Klubowe
Kayseri Erciyesspor
- Zdobywca drugiego miejsca Süper Lig: 2006/2007

Sepahan Isfahan
- Zwycięzca Iranian Hazfi Cup: 2012/2013

BEC Tero Sasana
- Zwycięzca Pucharu Ligi Tajlandzkiej: 2014

FK Budućnost Podgorica
- Zwycięzca Prva crnogorska fudbalska liga: 2016/2017
- Zdobywca drugiego miejsca Prva crnogorska fudbalska liga: 2015/2016
- Zdobywca drugiego miejsca w Pucharze Czarnogóry: 2015/2016